# イヴリン・ハート
イヴリン・ハート（Evelyn Anne Hart、1956年4月4日 - ）は、カナダのバレエダンサーである。ロイヤル・ウィニペグバレエ団（en:Royal Winnipeg Ballet）のプリマバレリーナを長年にわたって務め、世界各国でゲストダンサーとして活躍した。

## 経歴
1956年、オンタリオ州トロントで長老派教会に属する牧師の家庭に生まれ、双子の妹がいた。父は音楽愛好家であり、家族も音楽に親しんでいた。幼いころの夢は、花嫁かお姫様になることでバレエダンサーではなかったが、ある演劇祭で見た芝居に魅了されて女優を志望するようになった。
14歳のとき、オンタリオ州ロンドンのドロシー・カーターのもとでバレエを習い始め、トロントのカナダ国立バレエスクール（en:The National Ballet School of Canada）を経てロイヤル・ウィニペグバレエスクールに移った。本人の言によれば、カナダ国立バレエスクールでは最初3回も入学を拒否されたという。その衝撃から一時は拒食症を患っていた。
17歳のころからはバレエのレッスンに専念できるようになり、ロイヤル・ウィニペグバレエスクール在籍中の1974年に舞台に初出演した。1976年にロイヤル・ウィニペグバレエ団に入団して2年後にソリストに昇格し、さらに1年後、プリンシパルとなった。
ハートが注目されるようになったのは、1980年のことだった。その年の5月から6月にかけて東京と大阪を会場にして開催された第3回日本世界バレエ・コンクールでは、デヴィッド・ペレグリンと組んでノバート・ヴェサック振付の『ビロング』という作品を踊り、銅賞（3位）を受賞した。日本世界バレエ・コンクールの3週間後に行われたヴァルナ国際バレエコンクールでは、金賞を受賞した。このときの得点は、ウラジーミル・ワシーリエフ以後で最高だったといわれる。この2つのコンクールへの出場は、ハートにウィニペグ以外の広い世界への扉を開くことになった。実際に振付家ピーター・ライト（en:Peter Wright (dancer)）などから他のバレエ団への入団勧誘があったが、当時のハートは自らのテクニックに自信が持てず、ロイヤル・ウィニペグバレエ団に残ることを選んだ。
古典と現代作品の両方を踊りこなし、『ジゼル』のタイトルロールや『白鳥の湖』のオデット＝オディール、『ロメオとジュリエット』のジュリエット役などで評価が高かった。特に『ジゼル』では、1幕の「狂乱の場」でいきなり髪が乱れて不自然になるのを防ぐため、あらかじめ髪の毛を少しおろすなど細やかに配慮し、2幕の幕切れではアルブレヒトの命を救うだけではなく、ジゼル自身の魂も浄化され救済されるという表現を見せた。現代作品では、「音楽が命じるままに踊ればいい」という彼女自身の言葉が示すように、音楽性豊かな舞台で観客と批評家の双方から評価された。
カナダを代表するバレエダンサーとして活躍し、世界各地で開催されるガラ公演出演の他に、オランダ国立バレエ団、ミュンヘンバレエ団、日本バレエ協会などの公演に客演した。1983年にカナダ勲章4等オフィサーに叙せられ、2006年にはカナダ王立協会の会員となった。また、2000年にはカナダ・ウォーク・オブ・フェーム（en:Canada's Walk of Fame）で星を獲得している。
2005年に、ロイヤル・ウィニペグバレエ団を去った。2006年8月23日にオンタリオ州ロンドンで引退公演を行い、30年にわたる舞台生活に別れを告げた。